# Vangueria burttii
Vangueria burttii är en måreväxtart som först beskrevs av Bernard Verdcourt, och fick sitt nu gällande namn av Henrik Lantz. Vangueria burttii ingår i släktet Vangueria och familjen måreväxter.
Artens utbredningsområde är Tanzania.

## Underarter
Arten delas in i följande underarter:
- V. b. burttii
- V. b. hirtiflora